# Goði
A goði (többes számban goðar), vagy az izlandi nyelvben alkalmazott karakterek nélkül godi, a korai izlandi társadalomban betöltött hatalmi pozíció, rang vagy tisztség, amit magyarra általában nemzetségfőnek, néha törzsfőnöknek fordítanak. A szó az óskandináv nyelvben eredetileg az óskandináv vallás papi funkcióját jelentette, etimológiailag az „isten” értelmű god szóból származott, „isten szolgája” jelentésben.

## Kialakulása, szerepe az izlandi társadalomban
A korai skandináv társadalmakban pogány papi tisztséget jelentő szó az izlandi honfoglalás után kapott új jelentőséget, mivel az új hazában a korabeli skandináv államoktól eltérően nem voltak sem királyok, sem pedig más feudális méltóságok, mint a jarl (angolul earl, magyarul kb. gróf). Izlandon ez volt az egyetlen társadalmi vezetői rang. A szigetre érkező honfoglalók egyes nagyobb csoportjainak vezetői a letelepedés után is megőrizték irányító funkciójukat. Népes családjukkal, a munka mellett fegyvert is viselő kíséretükkel valamint esetleg korábbi viking portyákon szerzett rabszolgáikkal érkeztek Izlandra, ott jelentős területet foglaltak és eredményesen gazdálkodtak. Egyesek közülük kiemelkedtek a többi nemzetségfő, családfő közül. Ők szabták meg területük viselkedési szabályait (az óskandináv és viking hagyományok alapján), ők szervezték meg a hagyományos vallás isteneinek tiszteletére a szertartásokat, és ilyen „szolgáltatásaik” fejében adókat szedtek híveiktől, a különálló gazdaságok családfőitől. Ez az adószedés is erősítette a goði gazdasági helyzetét és hatalmát.
A rang vallási tartalma később elhalványodott, viszont állami végrehajtó hatalom nem lévén, a teljes helyi végrehajtó hatalom az ő kezükben volt. Olyan személyek töltötték be ezt a pozíciót, akik fegyveres kíséretükkel karhatalmat is tudtak gyakorolni.
A goðit hajdan választották, az izlandi letelepedés idején azonban már ez a rang többnyire öröklődött, viselői a gazdagabb, nevesebb nemzetségfők körül kerültek ki. Kötelességük volt az embereinek az érdekeit képviselni, a békességet fenntartani, helyi ügyekben bíráskodni, a rászorulók, betegek, öregek ellátásáról gondoskodni. A goði alattvalói urukat maguk választották, elméletileg bárki kinyilváníthatta az ország bármely más területén letelepedett goðihoz való tartozását.
A goði évente több alkalommal összehívta híveit a szükséges döntések meghozatalára, az új szabályok, törvények megvitatására és elfogadására, valamint a meglévő szabályok megsértőinek szankcionálására. A goði elnökölt a helyben, saját maga által összehívott gyűléseken, majd az ottani embereivel – a „gyűlésbelijeivel” – vonult az országrész-gyűlésekre, illetve 930 után az alþingi éves népgyűlésére, ahol általában Izland minden goðija megjelent. Az izlandi első „köztársaság”, a Bernáth István által „Néphatalomnak” nevezett formáció kezdetén idején mintegy 40 goði volt a szigeten.
A goði tisztségét a későbbiekben már el is lehetett adni, meg lehetett osztani, illetve egy személy egyre több korábbi goði tisztségét és befolyását gyűjthette magához. Izland függetlenségének elvesztése előtt ez a hatalom már csak néhány nagy család kezébe összpontosult.